# Brachycefaal obstructief syndroom

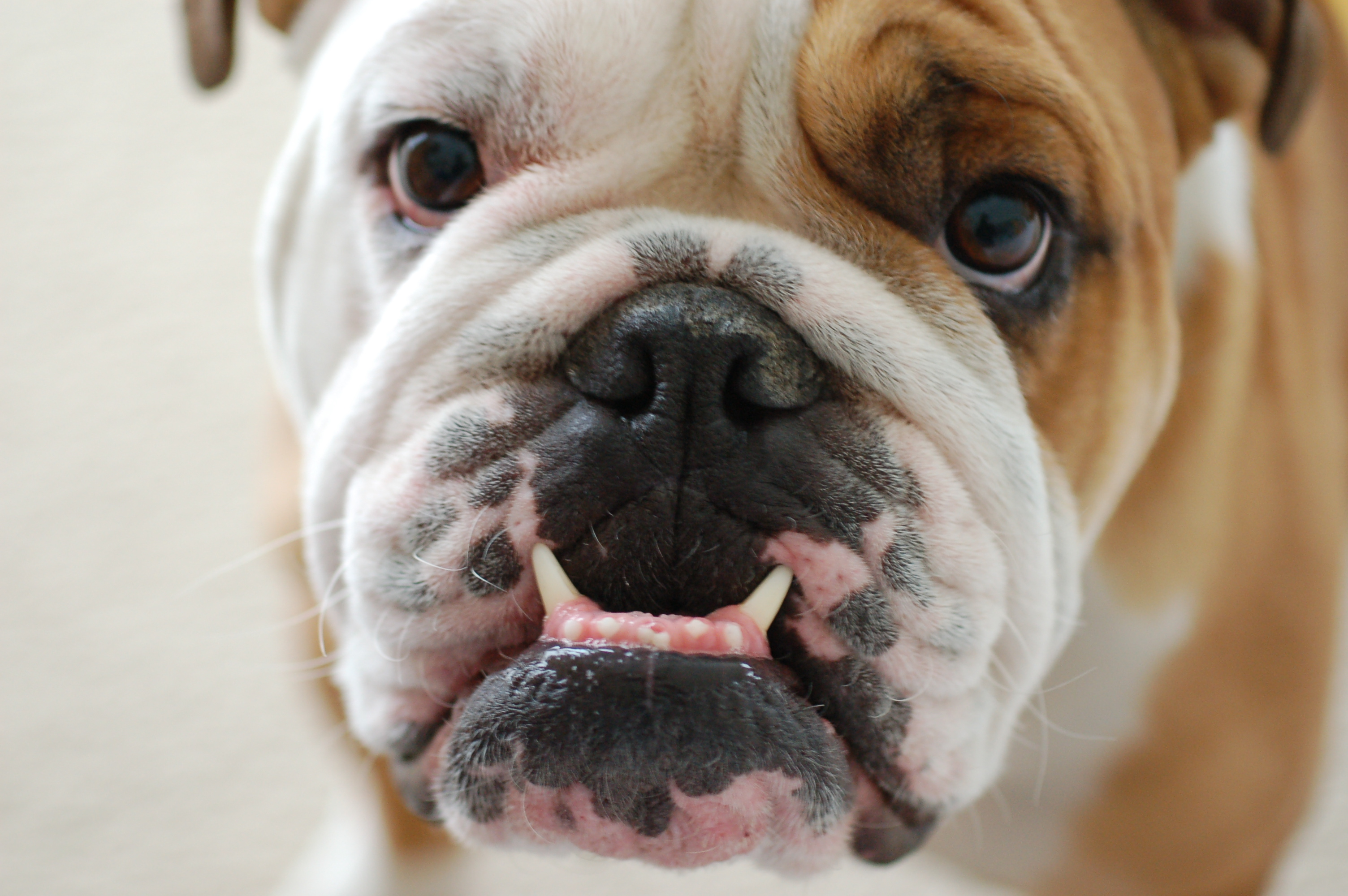
Een buldog met een veel te korte snuit.

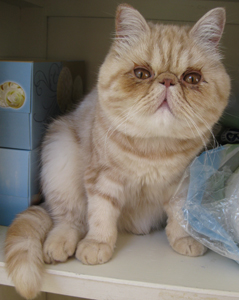
Een Exotic-kat met hetzelfde euvel.

Het brachycefaal obstructief syndroom (BOAS, naar de Engelstalige term 'Brachycephalic Obstructive Airway Syndrome', of BAOS: 'brachycephalic airway obstruction syndrome') is een groep van aangeboren misvormingen die voorkomen bij kortsnuitige honden en katten, zoals de Engelse buldog en de Shih tzu. BOAS is een stoornis waardoor het dier gesnurk, ademhalingsproblemen en eetproblemen kan krijgen.

## Oorzaken
Bepaalde dierenrassen worden opzettelijk gefokt met een korte snuit. Als deze te kort is, kan er BOAS ontstaan. Ze hebben relatief zachte weefsels en nauwe ademwegen ten opzichte van de grootte van hun schedel. Hun schedel is erg bol. BOAS kan dodelijke gevolgen hebben doordat er acute ademnood en eetproblemen kunnen ontstaan.

## Symptomen
De symptomen zijn ademhalingsproblemen, eetproblemen, gesnurk en warmte-intolerantie. De ademhalingsproblemen ontstaan doordat deze diersoorten in principe door hun neus ademen. Bij BOAS kan het zijn dat de neusgaten te klein zijn.

## Behandeling
De enige optie is operatief ingrijpen om de te nauwe ademwegen kunstmatig te verwijden, en eventuele andere problemen op te lossen.

## Andere symptomen
Vaak hebben dieren met BOAS ook andere afwijkingen, zoals ogen die extreem ver uitpuilen (exophthalmus), malocclusie van het gebit (slechte aansluiting van onder- en bovenkaak), ectropion of juist entropion, infecties in huidplooien en slechte traanproductie of -afvloed.